# Ante Novak
Ante Novak, slovenski politik, partizan prvoborec in statistik, * 11. april 1911, Benkovec, Hrvaška, † 30. december 1991, Ljubljana.

## Življenje in delo
Pedagogiko je študiral v Zagrebu in 1938 diplomiral na ljubljanski Filozofski fakulteti.
Po 1. svetovni vojni je večinoma živel v Mariboru, kjer se je kot srednješolec približal komunističnemu gibanju; od 1934 je bil član SKOJ, od 1935 tudi član KPJ, od 1936 v vodstvu SKOJ za Slovenijo, 1937 obsojen pred Državnim sodiščem za zaščito države zaradi komunističnega delovanja (bil organizator odhoda slovenskih komunistov v Mednarodno brigado med špansko državljansko vojno) na leto dni strogega zapora, kazen je odslužil v Sremski Mitrovici. V prvih mesecih okupacije je deloval v ilegalni tehniki KPS v Ljubljani, ter sredi septembra 1941 odšel v partizane, kjer je bil politični komisar Krimskega in Kočevskega bataljona ter III. grupe odredov ter komandant Prvega bataljona Kočevskega odreda V letih 1944 in 1945 je bil načelnik propagandnega oddelka Glavnega štaba Narodnoosvobodilne vojske in partizanskih odredov Slovenije, maja in junija 1945 direktor Radia Trst. Po umiku enot Jugoslovanske armade iz Trsta je bil do julija 1946 prvi direktor Radia Ljubljana, nato med drugim še glavni direktor radiofuzije Jugoslavije, vodja za evidenco v zvezni planski komisiji, direktor zveznega zavoda za statistiko (1953-1963) ter direktor Inštituta za sociologijo in filozofijo pri ljubljanski univerzi (1967- 1973).
Pred 2. svetovno vojno je obravnaval pedagoška vprašanja, po 1945 pa objavljal teoretična dela iz statistike. Predaval je na Višji šoli za statistiko v Beogradu in na Fakulteti za družbene vede v Ljubljani. Prejel je več državnih odlikovanj.
Njegovi sinovi:
- pesnik in komparativist Boris A. Novak
- komponist in profesor kitare Jerko Novak
- komponist in profesor kitare Miro Novak

Njegovi bratje so bili politkomisar krimskega odreda bataljona Ljube Šercerja Mirko Friderik-Fric Novak (Jože), odgovoren za množične poboje pri Krimski jami 1942., Jerolim (Jerko) Novak, letalski as Kraljevine Jugoslavije in komunistični aktivist in skladatelj ter Leon Novak, ki je 1941 organiziral odporniško gibanje v Mariboru.

## Odlikovanja
- red dela z rdečo zastavo
- red za hrabrost
- red dela z zlatim vencem
- red zaslug za ljudstvo s srebrnimi žarki
- red bratstva in enornosti s srebrnim vencem
- partizanska spomenica 1941